# Robert Hillyer
Robert Silliman Hillyer (* 3. Juni 1895 in East Orange, New Jersey; † 24. Dezember 1961 in Old Greenwich, Connecticut) war ein US-amerikanischer Lyriker und Hochschullehrer.

## Leben und Schaffen
Hillyer ging zur Kent School in Kent (Connecticut) und besuchte die Harvard University, die er 1917 abschloss. Danach meldete er sich freiwillig zum Militärdienst an die französische Front im Ersten Weltkrieg. Er war gemeinsam mit John Dos Passos Sanitätssoldat im Norton-Harjes Ambulance Corps. Er war 1919–1920 und erneut 1928–1945 Professor in englischer Literatur sowie ab 1937 Boylston Professor of Rhetoric and Oratory an der Harvard University. Er lehrte auch am Kenyon College in Gambier (Ohio) und 1952–1961 an der University of Delaware. Er war Mitglied des Epsilon chapter von St. Anthony Hall am Trinity College in Hartford, wo er 1926–1928 lehrte. Hillyer war ein prominentes Mitglied der Gruppe Harvard Aesthetes.

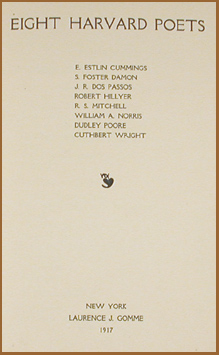
Titelseite des Bands Eight Harvard Poets

Er war traditionell und konservativ in seinen Ansichten und literarischen Arbeiten. Als streitbarer Präsident der Conservative Poetry Society of America bekämpfte er literarische Neuerer wie Ezra Pound und T. S. Eliot. Seine Werke nutzen Metrum und Reim. Bekannt ist er auch für seine Sonette und für Gedichte wie Theme and Variations (über seine Kriegserfahrungen) sowie den Letter to Robert Frost. Der US-amerikanische Komponist Ned Rorem vertonte Hillyers Poem Early in the Morning.
Hillyer war seit 1926 verheiratet und hatte einen Sohn. Der Nachlass des Literaten liegt unter dem Namen Hillyer Papers in der Syracuse University Library.

## Auszeichnungen
- 1931 Mitglied der American Academy of Arts and Sciences
- 1934 Pulitzer-Preis für Dichtkunst
- 1938 Mitglied der American Academy of Arts and Letters[4]

## Werke
Lyrikbände
- The Collected Poems. Knopf, 1961 (englisch).
- The relic & other poems. Knopf, 1957 (englisch).
- The suburb by the sea: new poems. Knopf, 1952 (englisch).
- The death of Captain Nemo: a narrative poem. A.A. Knopf, 1949 (englisch).
- Poems for music, 1917–1947. A. A. Knopf, 1947 (englisch).
- The Collected Verse of Robert Hillyer. A.A. Knopf, 1933 (englisch).
- The Coming Forth by Day: An Anthology of Poems from the Egyptian Book of the Dead. B.J. Brimmer Company, 1923 (englisch).
- Alchemy: A Symphonic Poem. Brentano’s, 1920 (englisch, Google Books).
- The Five Books of Youth. Brentano’s, 1920 (englisch, Books).
- Sonnets and Other Lyrics. Harvard University Press, 1917 (englisch, Google Books).

Romane
- Riverhead (1932)

Essays
- In Pursuit of Poetry. McGraw-Hill, 1960 (englisch).
- First Principles of Verse. The Writer, 1950 (englisch).

Übersetzungen
- Oluf Friis: A Book of Danish Verse: Translated in the Original Meters. The American-Scandinavian Foundation, 1922 (englisch, Google Books).

Herausgeberschaften
- Kahlil Gibran: A Tear and a Smile. Hrsg.: Hayim Musa Nahmad, Robert Hillyer. A. A. Knopf, 1959 (englisch).
- Samuel Foster Damon, Robert Hillyer (Hrsg.): Eight More Harvard Poets. Brentano's, 1923 (englisch).